# Saint-Floxel

Saint-Floxel este o comună în departamentul Manche, Franța. În 1 ianuarie 2022 avea o populație de 490 de locuitori.